# Philoponella congregabilis
Espèce
Synonymes
- Uloborus congregabilis Rainbow, 1916

Philoponella congregabilis est une espèce d'araignées aranéomorphes de la famille des Uloboridae.

## Distribution
Cette espèce se rencontre en Australie dans le Sud du Queensland, en Nouvelle-Galles du Sud, au Victoria, en Australie-Méridionale et en Tasmanie,.
Elle a été introduite en Nouvelle-Zélande vers Christchurch.

## Description
Le mâle décrit par Vink et Curtis en 2020 mesure 2,95 mm et la femelle 4,90 mm.

## Systématique et taxinomie
Cette espèce a été décrite sous le protonyme Uloborus congregabilis par Rainbow en 1916. Elle est placée dans le genre Philoponella par Lehtinen en 1967.

## Publication originale
- Rainbow, 1916 : « Some new Araneidae from the County of Cumberland. » Australian Zoologist, vol. 1, no 3, p. 58-61 (texte intégral).